# Antoine-Claude Pasquin Valéry
Antoine Claude Pasquin detto Monsieur Valery o anche Valery (Parigi, 1789 – 1847) è stato uno scrittore francese.
È stato uno dei curatori delle biblioteche della corona, allora bibliotecario del castello di Versailles. È noto soprattutto per i suoi viaggi e le guide scritte e pubblicate.
Lo scienziato italiano Luca de Samuele Cagnazzi ebbe modo di conoscere M. Valery negli ultimi anni della sua vita (gennaio 1849), essendo venuto a trovarlo per conoscerlo e per chiedergli alcune opere. La descrizione fornita da Cagnazzi non è molto lusinghiera, dal momento che afferma che Valery era "uno scroccone senza coscienza" che parlava male anche di coloro che lo avevano aiutato. Afferma inoltre che Valery scrisse molte falsità in una sua opera sul Regno delle Due Sicilie scritta tempo addietro; Valery aveva intenzione di riscriverla, me secondo Cagnazzi, la correzione sarebbe stata "peggior del primo", dal momento che Valery non aveva, secondo Cagnazzi, "criterio nel discernere il vero dal falso".

## Opere
- Voyages historiques et littéraire..., 1832
- Voyages en Corse, à l'île d'Elbe et en Sardaigne, 1837
- Voyage en Italie, guide du voyageur et de l'artiste, 1838
- L'Italie confortable, 1841.
- Curiosités et anecdotes italiennes (PDF), Parigi, 1842.